# マンコ湖 (カナダ)
マンコ湖（マンコこ、Manko Lake）はカナダにある湖。首都オタワから約1600㎞北西のマニトバ州南東部に位置する。海抜は241m、面積は0.85km2、周囲の最高点はマンコ湖から西に1km地点で海抜250mである。湖は南北に1.4kmほど、東西には1.5kmほどの大きさがある。 
一帯は針葉樹林が取り囲む過疎地で、1km2あたりの人口密度は2人しかいない。また、亜寒帯気候の寒さが厳しい土地であり、年間平均気温は-3℃である。7月には17℃まで上がるが、冬季の1月には-22℃まで気温が落ちる。